# Canadian Hydrogen Intensity Mapping Experiment

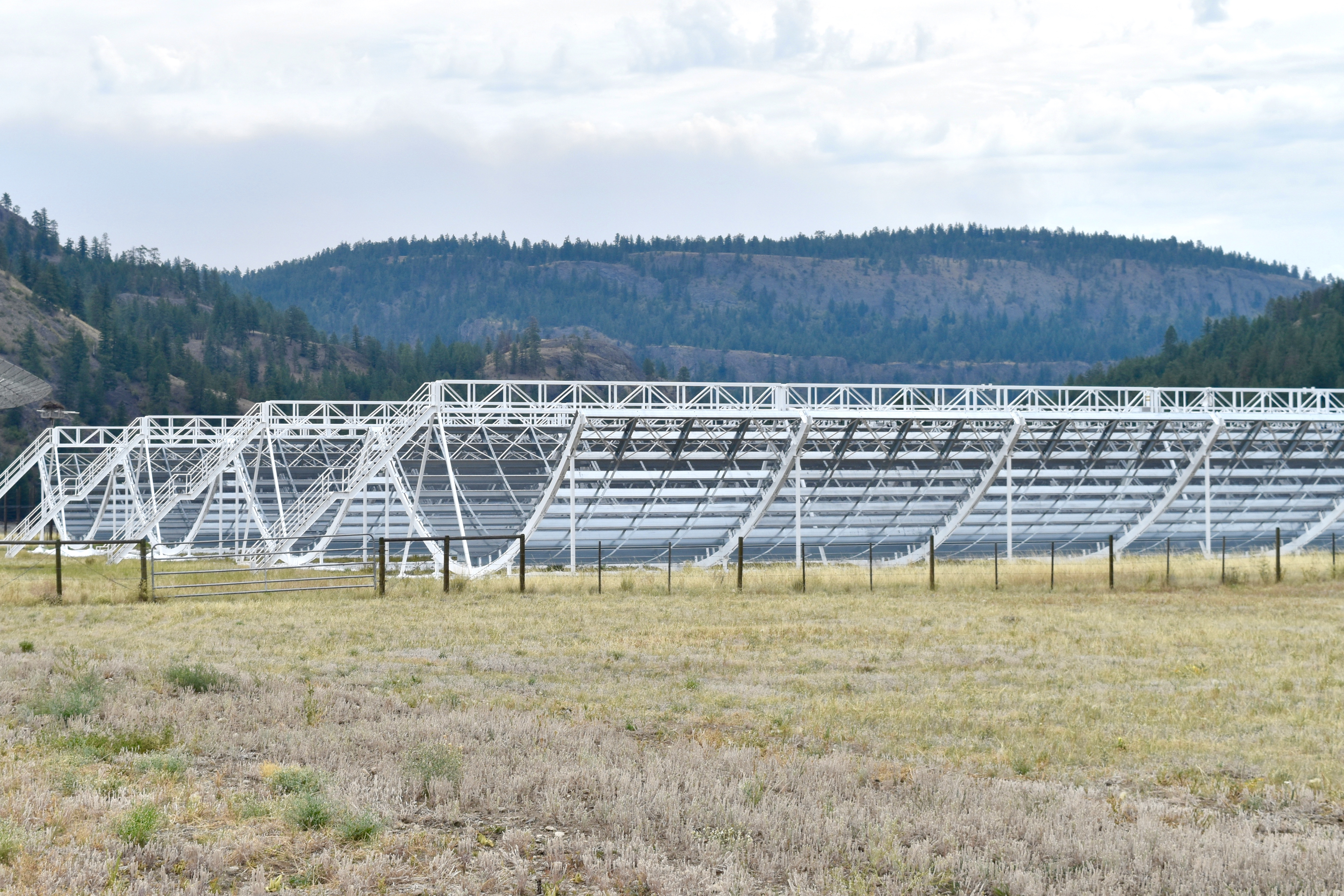
CHIME Teleskop

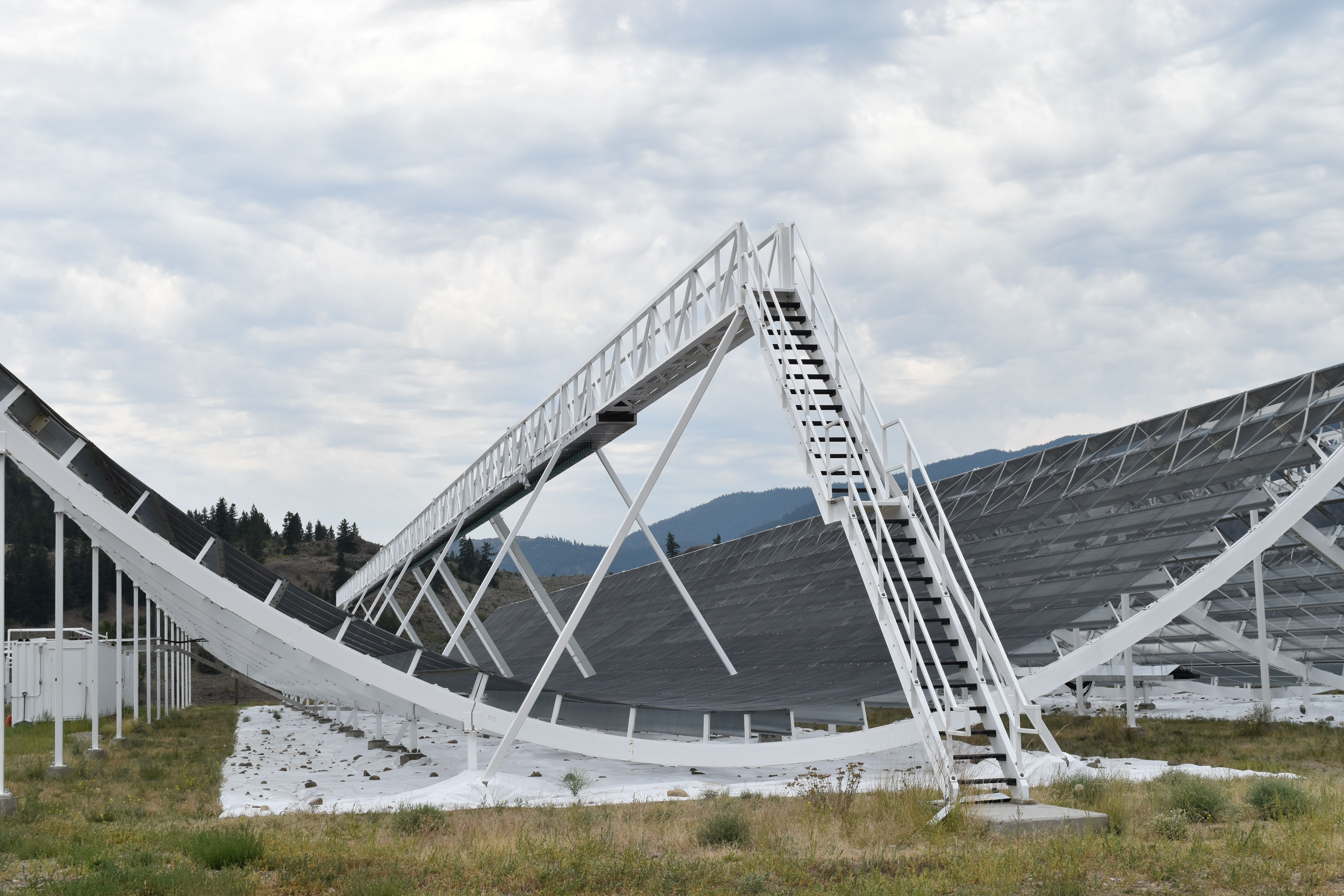
Einer der vier halbzylinderförmigen Reflektoren

Das Canadian Hydrogen Intensity Mapping Experiment (CHIME) ist ein kanadisches Radioteleskop. Es ist Teil des Dominion Radio Astrophysical Observatory (DRAO) und steht im ländlichen British Columbia (Okanagan Valley bei Okanagan Falls).

## Geschichte
Das CHIME ist seit 2017 in Betrieb (First Light am 7. September 2017). Ein kleinerer Prototyp wurde ab 2013 gebaut, das Teleskop ab 2015.
Das CIME-Team – vertreten durch Victoria Kaspi – erhielt 2024 den Marcel Grossmann Award.

## Technik
Das Radioteleskop folgt einem neuartigen Entwurf: es hat keine beweglichen Teile, sondern besteht aus vier nebeneinanderliegenden, Nord-Süd ausgerichteten, nach oben offenen Halbzylindern (je 20 × 100 m). Diese weisen in ihren Brennpunkt-Achsen je 256 dual-polarisierte Einzelempfänger auf (insgesamt also 1024), die einen großen Ausschnitt des Nordhimmels scannen (rund 200° im Quadrat), wobei mit der Drehung der Erde jeweils unterschiedliche Abschnitte erfasst werden. Beobachtet wird in einem breiten Frequenzband von 400–800 MHz. Für die Verstärkung werden Verstärker aus der Mobilfunkindustrie mit niedrigem Rauschen verwendet, was zur Kostengünstigkeit beiträgt.
Computer-Hardware- und Software werden intensiv genutzt. Die Signale (insgesamt 2048 aus den 1024 Einzelempfängern mit je zwei Polarisationen) werden mit Hochleistungscomputern bearbeitet – vor Ort in der ersten digitalen Signalverarbeitung in der in mehreren Containern untergebrachten F-Engine mit kostengünstiger FPGA-Technik und der X-Engine, die zusammen 250 kW verbrauchen und pro Sekunde 13 Terabit an Daten verarbeiten. Für das Ausfiltern der FRB-Signale (vorverarbeitet in der X-Engine, die aus 256 Knoten mit Grafikprozessoren (GPU) besteht) wird ein Computer aus 128 Knoten mit über 2500 CPU-Kernen und 32.000 Gigabyte RAM verwendet.

## Anwendungen
Ursprünglich war das CHIME für kosmologische Zwecke gedacht, nämlich einen Scan und die Erstellung einer dreidimensionalen Karte der Wasserstoffdichte im Universum; daraus sollten u. a. die Expansionsgeschichte des Universums und die Rolle der Dunklen Energie rekonstruiert werden. Dazu wird die kosmologische Entwicklung der ersten Strukturen (Baryonische akustische Oszillation (BAO) im CMB) verfolgt. Die BAO wurde zuvor durch die Vermessung einzelner Galaxien und ihre Rotverschiebungen bestimmt, die bei CHIME angestrebte Vermessung über die 21-cm-Linie des interstellaren Wasserstoffgases (Hydrogen Intensity Mapping, HI) kann aber wesentlich flächendeckender, schneller und effizienter erfolgen.
Die ersten spektakulären Entdeckungen stellten allerdings viele neue Fast Radio Bursts dar, sehr schnelle (einige Millisekunden) Transienten (Ausbrüche) im Radiobereich wahrscheinlich aus anderen Galaxien. Ihre Erklärung ist offen (es gibt u. a. das Blitzar-Modell). Von ihrer Entdeckung 2007 bis 2017 wurden rund 25 FRBs entdeckt, von CHIME schon in der Anlaufphase (2018) rund ein Dutzend, und pro Tag werden 2 bis 50 neue FRBs erwartet. 2018 wurde dort der zweite sich wiederholende FRB überhaupt beobachtet (FRB 180814). Wesentlich daran beteiligt war der Physiker Kendrick Smith des Perimeter Institutes, der insbesondere dafür den New Horizons in Physics Prize 2020 erhielt.
Ein weiterer Anwendungszweck ist die Suche nach Pulsaren und die Erfassung ihrer genauen zeitlichen Dynamik (Pulsar timing): das CHIME soll rund zehn Pulsare gleichzeitig rund um die Uhr beobachten. Das dient der Erforschung der Physik der Pulsare, dem Test von Gravitationstheorien (Pulsare führten in den 1970er Jahren zum ersten indirektem Nachweis von Gravitationswellen) und der Erforschung großräumiger, sich über längere Zeiten (Jahre) erstreckender Dynamik, etwa verursacht durch Gravitationswellen aus der Fusion supermassiver schwarzer Löcher (Pulsar Timing Array, in Zusammenarbeit mit anderen Teleskopen).